# QTV
«QTV» — колишній український дитячий (до 2017 року — розважальний) телеканал, що почав мовлення 1 вересня 2008 року під назвою «Куй-ТБ» та входив до складу медіаконгломерату «Starlight Media».
1 вересня 2017 року телеканал провів ребрендинг в «ОЦЕ ТБ».

## Про канал

### 2008—2010
Бізнес-проєкт команди телеканалу «СТБ», про який було заявлено на початку 2008 року. Перша назва звучала як «Куй-ТБ». 1 вересня «Куй-ТБ» розпочав мовлення 14:00 у тестовому режимі, а 29 вересня розпочав повноцінне мовлення. Концепція телеканалу — дійсність, що вражає. Саме ця ідея об'єднує програми каналу.
Переоформлення логотипа на «Куй-ТБ» було не всім до вподоби. Зокрема, тогочасний член Національної ради України з питань телебачення і радіомовлення Юрій Плаксюк висловлював з цього приводу свою думку:
|  | Логотип «Куй-ТБ» — це не просто гра слів, над якою можна попліткувати і забути. Це викличе неоднозначну реакцію в суспільстві. Я розумію, що нецензурною лексикою користується значна частина населення, але так само розумію, що велику частину людей мат дратує. Чому ми повинні враховувати інтереси першої групи і зовсім не зважати на потреби другої? На мою думку, це назва для тусовки, а не для мовника. |

Владислав Лясовський пропонував НацРаді звернутися до Національної експертної комісії з питань захисту суспільної моралі щодо відповідності логотипа «Куй-ТБ» Закону України «Про захист суспільної моралі». На що член НацРади Тетяна Лєбєдєва дорікала своїм колегам у совковості.
Внаслідок цього представник каналу, компанія «Хмарочос медіа» вирішила подавати на узгодження в Національну раду з питань телебачення і радіомовлення новий логотип: молоток із написом «ТБ» і ковадлом у формі екрана. Оскільки словосполучення «Куй-ТБ» було окремою торговою маркою, до отримання висновку Національної експертної комісії з питань суспільної моралі в етері не використовувалося.
На «Куй-ТБ» виходили такі передачі: «Шоу рекордів Гіннеса» («Гінесня»), «Chris Angel Mindfreak» («Куй-fiction»), реслінг і бійки без правил («Самці-Ссавці» і «М'ясорубка»), мульти для дорослих («Катрусін кінозал», «Харві Бердман — адвокат»), шоу дурнів «The crazy gang» («Хлопці з нашого села»(The Dudesons)), еротика вночі («В гостях у казки», «Зарасутра», «Нічні фантазії», «Голі та смішні»), «Анатомія для початківців» («Трупарня», слот «Спалахуйка»), «Білявка в шоколаді з Ксенією Собчак» («Самиця-ссавиця»), «10 речей, які варто спробувати перед смертю» («Розважальні шмарклі»), «Куй-Парад», «Бебапедія» тощо.
11 листопада 2009 року телеканал увійшов до медіахолдингу «Starlight Media».

### 2010—2017
22 лютого 2010 року канал «Куй-ТБ» провів ребрендинг у «QTV». Як пояснює Ілля Семенов, виконувач директора телеканалу, перезапуск викликаний бажанням розширити аудиторію каналу шляхом залучення нових груп глядачів. Новий слоган каналу — «Це фантастика!». Після оновлення каналу з'явилися серіали: «Декстер», «Зоряний шлях», «Доктор Хто», «Ксена: принцеса-воїн», «Могутні рейнджери». Передачі: «Воїн всіх часів», «Маячня», «Пісі-залежність», аніме: «Наруто», та мультсеріали «Робоцип», «Губка Боб Квадратні Штани», «Аватар: Останній захисник» та «Футурама».
З 10 квітня того ж року телеканал запустив мультсеріали для дорослих від телеканалу «Adultswim».
Станом на 2012 рік глядацьке ядро каналу складали чоловіки віком 14-25 років. Середня частка QTV за цією ЦА 2012-му році склала 3,72 % (панель 50 тис.+)[джерело?].
9 жовтня 2013 року коментатори реслінгу оголосили про припинення трансляції шоу WWE на телеканалі.
До початку 2014 року на каналі працював СМС-чат, у якому глядачі могли листуватися з модератором і між собою. У різний час існували такі версії чату: «Куй-ЧАД» (2009—2010), «ЧатНЯ» (червень 2010 — серпень 2011), «FAQ-чат» (серпень 2011), безіменний чат (вересень 2011 — 30 грудня 2013).
29 серпня 2015 у програмі «Ігронавти» було заявлено про можливість повернення шоу WWE на «QTV», наприклад, у нічний час, як на російському «2x2». Однак, 12 вересня, у 191 випуску з'ясувалося, що про відновлення трансляції шоу мова не йде, а заява про «повернення» виявилося рекламою гри WWE 2K16.
31 серпня 2015 року «QTV» змінив логотип та етерну графіку, у якій помаранчевий логотип у вигляді літери «Q», помаранчева літера «Q» стала головним героєм анонсів у вересні промокампанії нового сезону телеканалу.
З 1 грудня 2015 року разом зі спорідненим каналом «СТБ» розпочав мовлення у широкоекранному форматі (16:9).
З початку 2017 року телеканал перепрограмував програмну сітку і став орієнтуватися на дітей віком до 12 років.
1 вересня 2017 року телеканал переформатувався в «ОЦЕ ТБ». За словами члена НацРади Валентина Коваля, причиною закриття стали економічні причини — деякі рекламодавці принципово відмовлялися від розміщення реклами в дитячих блоках. Також причиною закриття стала аудиторія каналу: раніше авдиторія була доросла, а з 2017 року після того, як канал прибрав з сітки мовлення передачі та мультсеріали для дорослої авдиторії, канал став орієнтуватися на дітей віком від 4 до 11 років.

## Логотипи
Телеканал змінив 3 логотипи. Логотипи знаходилися у правому верхньому куті екрана в не зникали при показі реклами.
| Логотип | Опис |
| ------- | --- |
|         | З 1 вересня 2008 до 21 лютого 2010 року логотипом був молот, який ударявся об помаранчевий телевізор. На правому верхньому куті логотипу був чорний квадратик зі словом «ТБ». Іноді під логотипом була чорна смуга з надписом «КУЙТБ».           |
|         | З 22 лютого 2010 до 30 серпня 2015 був той самий логотип, але на смузі замість «КУЙТБ» було написано «QTV», а у квадратику замість «ТБ» було «TV».                                                                                               |
|         | З 31 серпня 2015 до 31 серпня 2017 року логотип мав жваву помаранчеву літеру «q». З осені 2016 року до березня 2017 року в рекламних заставках в рамках спонсора показу разом з літерою «q» «веселився» і логотип інтернет-магазину «Rozetka.ua» |

## Мультсеріали
- Аватар: Останній захисник (2010—2017)
- Американський тато! (2011—2015)
- Анти-Голод Аква Молодь (2011—2013)
- Бетмен: Відважний і сміливий
- Бетмен майбутнього
- Бетмен (1992)
- Бівис і Батхед (2008—2010)
- Брати Вентура (2011—2012)
- Бріклбері (2013—2014)
- Бургери Боба (2013—2014)
- Веселі мелодії
- Вольтрон: третій вимір
- Вторгнення планктону
- Вусолапокіт (2014—2015)
- Гей, Арнольде! (2010—2012)
- Губка Боб Квадратні Штани (2010—2017)
- Гріфіни (2010—2016)
- Дак Доджерс
- Денні-Фантом (2011—2012)
- Джордж із Джунглів (2014—2016)
- Дивакуваті родичі
- Динозаври Залізяки (2016)
- Дракони: Вершники Берка (2013—2016)
- Дракони: Захисники Берка (2014—2016)
- Дракони: Перегони Безстрашних
- Дрейкери (2015—2016)
- Дуже американське ТВ (2011)
- Еркі і Перкі (2010—2011)
- Життя Робота Підлітка (2011—2012)
- Завойовник Зім (2011—2012)
- Залізна людина
- Захисники снів
- Зево 3
- Зелений ліхтар (2013)
- Злюки бобри (2011—2014)
- Зоряні Війни: Війни Клонів
- Каспер, дружній привид
- Квантум Рей (2014)
- КітПес (2011—2014)
- Кіт Фелікс (2012)
- Король гори (2012)
- Король Джулієн (2016—2017)
- Кураж — пес-страхопуд
- Легенда про Корру (2013—2015)
- Листоноша Пет (2016)
- Ліга Справедливості без меж
- Ліга Справедливості
- Ліга Супер Злодіїв (2014)
- Люди Ікс: Еволюція
- Макс Стіл (2014)
- Месники: Вистояти Разом
- Мисливці на драконів
- Мисливці на привидів (2015)
- Монго реслінг
- Мультиманія
- Мультреаліті (2009—2010)
- Містер Магу
- Містер Хелл
- Невгамовні (2010—2012)
- Оазис (2014)
- Оггі та кукарачі
- Панда Кунг-Фу: Легенди крутості (2013—2016)
- Південний парк (2011—2016)
- Підлітки-Титани
- Пінгвіни Мадагаскару (2012—2016)
- Планета Шин (2011—2014)
- Пригоди Джиммі Нейтрона: хлопчика-генія (2011—2015)
- Пригоди Кота у чоботях (2016)
- «Різдвяна пісня» в прозі від Містера Магу
- Робот і монстр
- Робоцип (2010—2013)
- Роги та копита: повернення на ферму (2014)
- Росомаха та Люди Ікс
- Самурай Джек (2011—2014)
- Санджей і Крейг (2014—2016)
- Сила Вольтрона
- Сімейка Крудсів (2014)
- Сімпсони (2013—2017)
- Слаґтерра (2014)
- Справжні монстри
- Стріпперелла
- Том і Джеррі (2011—2014)
- Тінга тінга
- Трансформери: Прайм (2012—2014)
- Турбопес
- Турбо
- Ульотні лунатики
- Фантастична четвірка
- Фенбой і Чам Чам
- Фриказоїд
- Фрік шоу
- Футурама (2011—2016)
- Хот Вілс
- Час пригод
- Черепашки Ніндзя (2003) (2010)
- Черепашки Ніндзя (2012) (2013—2016)
- Шаолінський двобій
- Шоу Гарвітунз
- Шоу Клівленда (2012—2013)
- Шоу Рена та Стімпі
- Шоу Рокі та Бульвінкля
- Шоу Шермана та Містера Пібоді (2015)
- Happy Tree Friends (2009—2013)

## Аніме
- Братерство Чорної Крові (2010)
- Гамівна сорочка (2010)
- Гангрейв (2010)
- Ельфійська пісня (2010)
- Ерго Проксі (2010)
- Зошит смерті (2010)
- Карас (2010)
- Крутий учитель Онідзука (2010)
- Кров+ (2010)
- Наруто (2010)
- Пірати «Чорної Лагуни» (2010)
- Привид у латах (2010)
- Самурай Чамплу (2010)
- Темніше за чорне (2010)
- Триган (2010)
- Хеллсінг (2010)
- Диявол теж плаче (2010—2011)
- Сталевий алхімік (2010, 2012)
- Бліч (2010—2012)
- Vampire Hunter D (2011)
- Кібермісто Едо 808 (2011)
- Майстри Дуелі
- Макрейз (2011)
- Манускрипт Ніндзя (2011)
- Нічні воїни: Мисливці на вампірів (2011)
- Сонік Ікс (2011)
- Сталева тривога! (2012)
- Ю-Ґі-О! Покоління X (2011)
- Бакуган (2011—2012)
- Монсуно (2011—2013)
- Сталевий алхімік: Братерство (2011—2012)
- Наруто: Ураганні хроніки (2011—2014)
- Soul Eater (2012)
- Євангеліон (2012)
- Король шаман (2012—2013)
- D.Gray-man (2012—2013)
- One Piece (2012—2013)

## Серіали
- Альф (2011—2013)
- Герої (2009—2011)
- Декстер (2010—2012)
- Доктор Хто (2010)
- Зоряний крейсер «Галактика» (2010—2011)
- Зоряний шлях: Вояджер (2010—2011)
- Зоряний шлях: Ентерпрайз (2010)
- Могутні рейнджери (2011—2014)

## Телепередачі
- Куй-Парад
- Бебапедія
- Куй-fiction
- Куй-камера
- Гіннесня
- Хлопці з нашого села
- Чоловіча правда
- 1000 способів померти
- Побачити все
- Алло гараж!
- Воїн усіх часів
- WWE Raw
- WWE SmackDown
- WWE NXT
- UFC
- Ігроманія
- Ігронавти (власне виробництво)
- FAQ
- Від гвинта!
- ВусоЛапоХвіст
- Ліга суперкарликів
- Шлях Реслера